# Újezdský Špičák
Újezdský Špičák (348 m n. m.) je vrch v okrese Litoměřice Ústeckého kraje, v CHKO Kokořínsko. Leží asi 2 km vsv. od vsi Újezd na příslušném katastrálním území.

## Popis vrchu
Samotný suk leží na severozápadním konci hřbítku, pozvolna stoupajícího od jihovýchodu. Severní a západní svahy vrchu prudce spadají do rozvětveného údolí s rozptýlenými pískovcovými skalami. Převýšení vrcholu nad údolním dnem je 50 metrů.

## Geomorfologické zařazení
Vrch náleží do celku Ralská pahorkatina, podcelku Dokeská pahorkatina, okrsku Polomené hory, podokrsku Brocenská pahorkatina a Lomské části.

## Přístup
Automobilem se dá nejblíže dojet do osady Bylochov. Lesní cesty vedou jen kolem vrchu, zejména údolím. Na vrchol nevede žádná cesta.